# Jiří Maňák

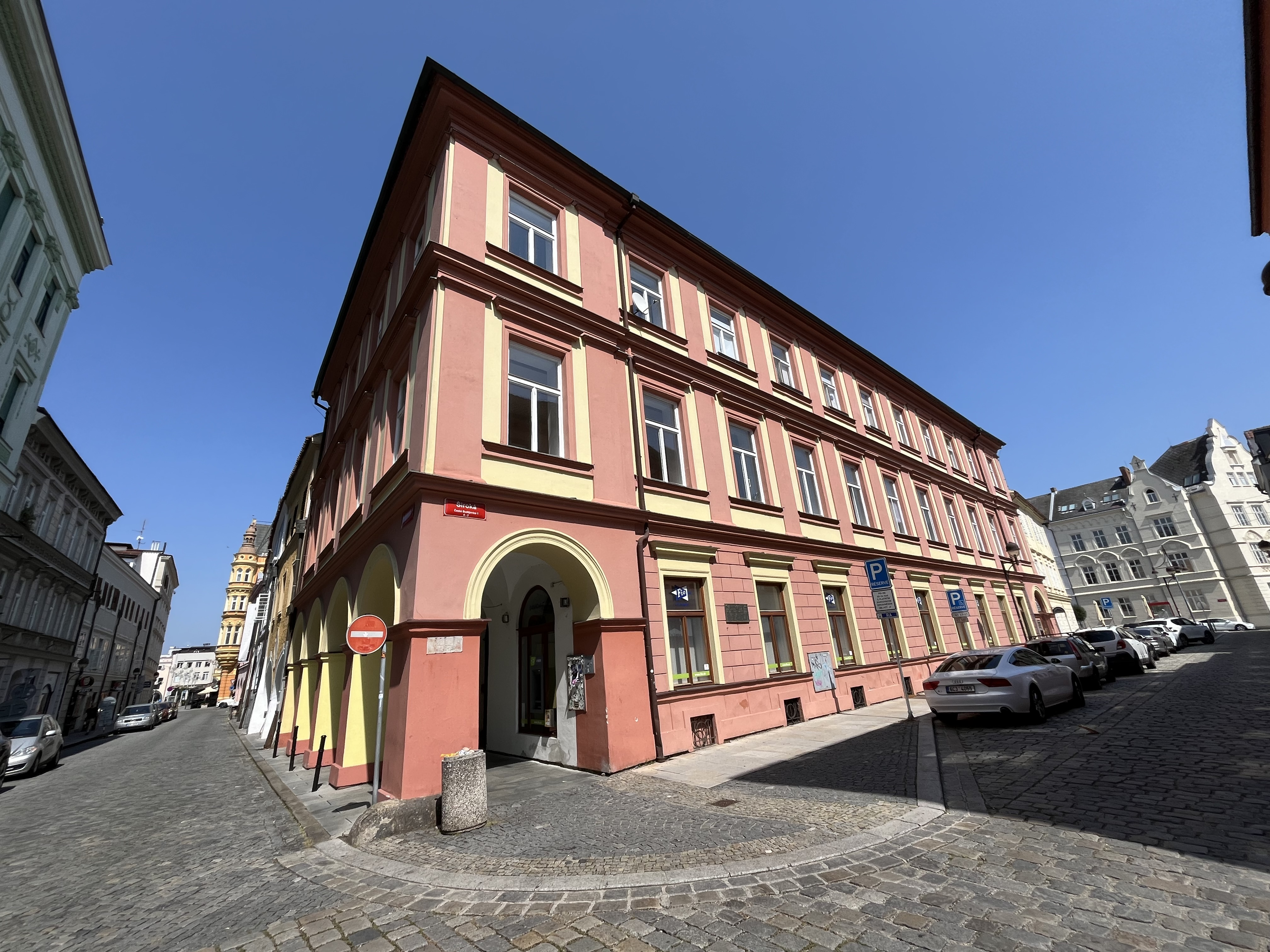
Rodný dům Jiřího Maňáka

Jiří Maňák (16. prosince 1916 České Budějovice – 29. prosince 1992 Praha) byl československý vojenský pilot. Za druhé světové války byl příslušníkem 310. čs. stíhací perutě, později 601., 81. a 182. stíhací perutě a velitelem 198. stíhací perutě britského královského letectva. Byl jedním z pouhých tří Čechoslováků velících britským perutím RAF (dalšími byli František Fajtl a Otto Smik).
Jako příslušník RAF vykonal 273 bojových letů. Dva letouny sestřelil a dva poškodil. Potopil čtyři malá plavidla, zničil deset lokomotiv a řadu dalších cílů. V srpnu 1943 byl sestřelen a zajat. Po válce se vrátil do Československa a stal se zkušebním pilotem. Byl jedním z prvních československých pilotů proudových letadel. Celkem nalétal 8500 hodin. Po komunistickém převratu čelil vykonstruovanému trestnímu stíhání a bylo mu zakázáno létání. Po roce 1989 byl plně rehabilitován. Byl nositelem řady vyznamenání, například britského Záslužného leteckého kříže (DFC).

## Život

### Mládí

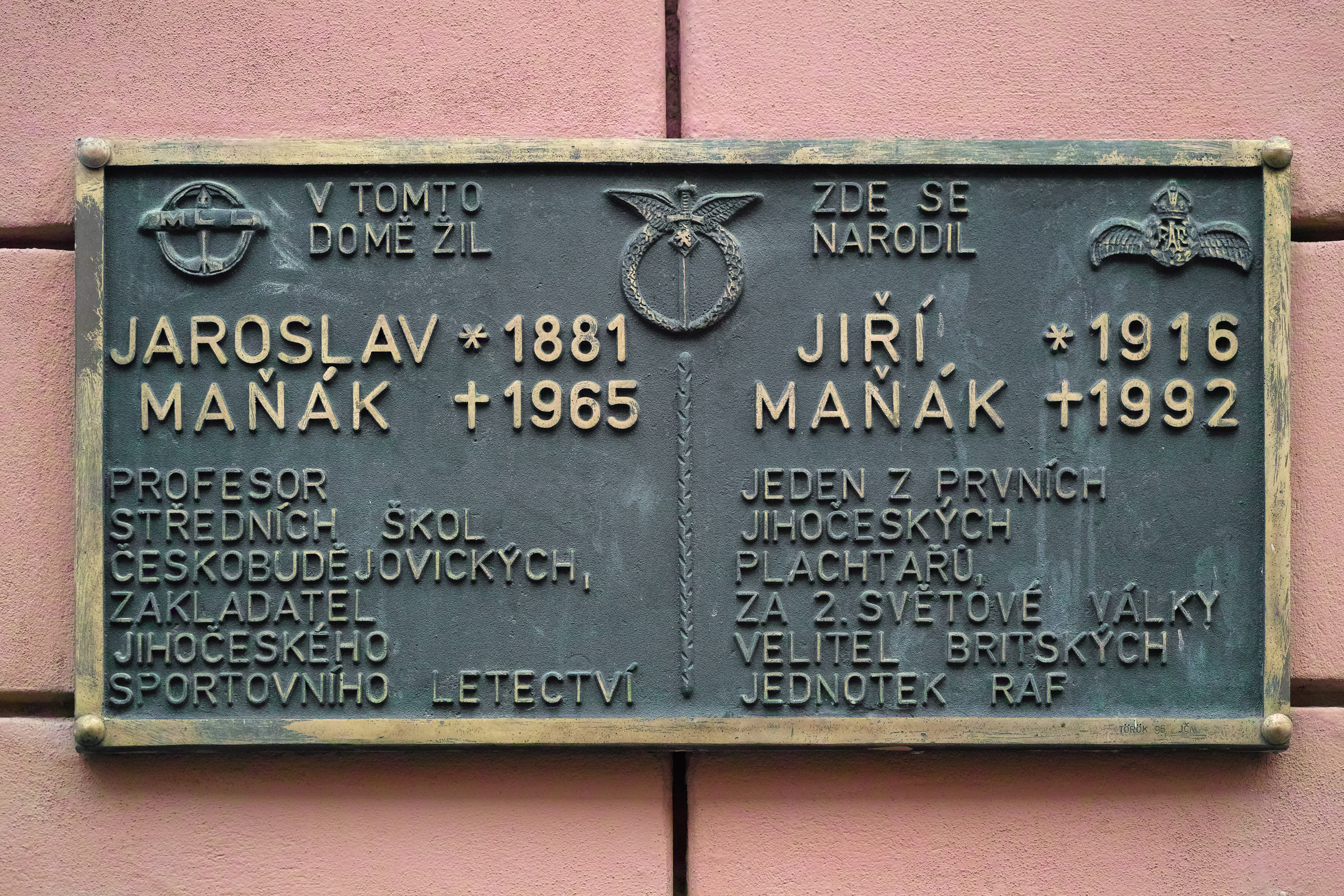
Pamětní deska rodiny Maňákových, umístěná na domě Dr. Stejskala 110/11 v Českých Budějovicích

Narodil se do rodiny českobudějovického středoškolského profesora a regionálního průkopníka letectví Jaroslava Maňáka (1881–1965). Měl tři bratry a dvě sestry. Roku 1932 absolvoval kurs bezmotorového létání. Roku 1935 Jiří Maňák nastoupil základní vojenskou službu u letectva. Rozhodl pro vojenskou dráhu. V letech 1937–1938 vystudoval Vojenskou akademii v Hranicích a nastoupil k 72. letce Leteckého pluku 6 vyzbrojené bombardéry Avia B.71. Na nich létal jako navigátor. Po mnichovské dohodě zahájil stíhací výcvik v Prostějově. Po německé okupaci v březnu 1939 kurz přerušil a přes Polsko odešel do Francie, aby se zapojil do zahraničního odboje.

### Druhá světová válka

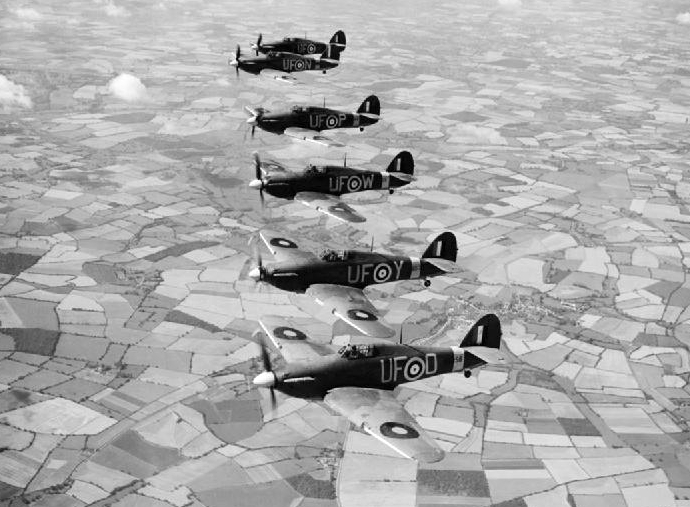
Hurricany IIB letky „B“ 601. stíhací perutě. Uprostřed je stroj UF-W, na kterém Jiří Maňák dosáhl svého druhého sestřelu Bf-109.

Vstoupil do francouzské cizinecké legie, brzy ale vypukla druhá světová válka. V říjnu 1939 byl odeslán do výcviku pro střelce vícemístných letadel, podařilo se mu však dosáhnout přeřazení mezi stíhače. Cvičné lety prováděl na letounech Morane-Saulnier MS.230 a Dewoitine D.501. Kvůli pádu Francie stíhací výcvik nedokončil. Podařilo se mu utéct do Spojeného království.
Byl u vzniku 310. čs. stíhací perutě britského královského letectva, operačně ale nelétal a brzy byl odeslán k dokončení svého výcviku. V listopadu 1940 nastoupil k 601. stíhací peruti vyzbrojené stíhačkami Hurricane, přičemž několik bojových letů absolvoval i v kokpitu Airacobry Mk.I. Dne 6. května 1941 na Hurricanu Mk.IIB sestřelil německý Bf 109F a 2. června 1941 přidal ještě druhý. Po skončení operačního turnusu krátce působil ve výcviku.
Svůj druhý turnus zahájil u 81. perutě a poté přešel k 611. peruti, u které se mu na Spitfiru Mk.IXC podařilo poškodit dvojici německých Fw 190A. Následně byl převelen ke 182. peruti vyzbrojené Typhoony Mk.IB. Ta především útočila na pozemní cíle v okupované Evropě. Jiří Maňák se v této roli osvědčil a bylo mu svěřeno vedení letky. Od 1. května 1943 byl jmenován velitelem 198. stíhací perutě, vyzbrojené také Typhoony. V jednotce přitom byl jediným Čechem. Zanedlouho přišel zvrat. Dne 28. srpna 1943 byl při bojovém letu nad okupovaným Nizozemskem sestřelen protiletadlovou obranou. Kvůli poškozenému chladiči se jeho Typhoonu zadřel motor a letoun skončil v moři. Vítr trosečníka zahnal k ostrovu Walcheren, kde byl zajat. Dostal se do známého zajateckého tábora Stalag Luft III, kde se podílel na přípravě známého útěku tunelem. Samotného útěku se ale neúčastnil. Na sklonku války byl v Lübecku osvobozen britskými vojáky.

### Po návratu do Československa
Jiří Maňák se domů vrátil v srpnu 1945 společně s příslušníky 312. čs. perutě RAF. V letech 1945–1950 pracoval jako vojenský zkušební pilot výzkumného ústavu v Praze-Letňanech. Mimo jiné ve Velké Británii absolvoval kurz na proudová letadla (de Havilland Vampire a Gloster Meteor) a poté se zapojil do zkoušek německých proudových stíhaček Me 262 (Avia S-92). V roce 1950 byl zatčen na základě vykonstruovaného obvinění z prozrazení státního tajemství a přestože byl v červnu 1951 propuštěn, bylo mu zakázáno létání. V letech 1951–1962 pracoval na Státním statku v Hluboké nad Vltavou, nejprve jako pomocný dělník, pak jako řidič a nakonec jako ekonom dílen. Roku 1964 byl částečně rehabilitován a mohl se vrátit do Československých aerolinií. Od roku 1965 létal na vnitrostátních a od roku 1968 i na mezinárodních linkách. Po nástupu normalizace musel odejít do penze. Plné rehabilitace se dočkal až po sametové revoluci. Zemřel roku 1992.

## Vyznamenání
Československá:
- |  |  |  Československý válečný kříž 1939, udělen 4×
- |  |  Československá medaile Za chrabrost před nepřítelem, udělena 3×
- Československá medaile za zásluhy 1. stupně - stříbrná
- Řád Milana Rastislava Štefánika IV. třídy
- Pamětní medaile čs. zahraniční armády se štítkem F a VB

Britská:
- Záslužný letecký kříž (DFC)
- 1939–1945 Star
- Air Crew Europe Star
- Defence Medal

Francouzská:
- Croix de guerre s palmou a stříbrnou hvězdou

Sovětská:
- Medaile Za vítězství
- Řád Rudé hvězdy